# Anni 1150
Gli anni 1150 sono il decennio che comprende gli anni dal 1150 al 1159 inclusi.

## Eventi, invenzioni e scoperte
- 1152: Federico Barbarossa è eletto re di Germania.
- 1154: Federico I Barbarossa decide di radere al suolo la città di Gubbio, ma viene fermato dal Vescovo e oggi santo Ubaldo Baldassini riconoscendone da subito la santità in terra.
- 1154-1155: viene promulgata dal Barbarossa l'Authentica Habita, documento con cui emanava vari privilegi agli studenti universitari, e considerata un implicito riconoscimento dell'Università di Bologna.
- 1155: Federico I Barbarossa viene incoronato Imperatore del Sacro Romano Impero da papa Adriano IV in cambio dell'arresto e dell'uccisione sul rogo del predicatore 'eretico' Arnaldo da Brescia.
- 1158: nella Dieta di Roncaglia Federico Barbarossa vieta ai comuni ogni appropriazione di regalìe.
- agosto 1158: rifondazione di Lodi da parte di Federico Barbarossa, dopo la distruzione della vecchia città (Laus Pompeia) da parte dei milanesi.
- 1159-1160: Federico Barbarossa assedia e distrugge Crema.

## Personaggi
- Federico Barbarossa, imperatore del Sacro Romano Impero
- 1152: morte di Corrado III
- 1154: morte di Ruggero II di Sicilia